# 趙與𥲅

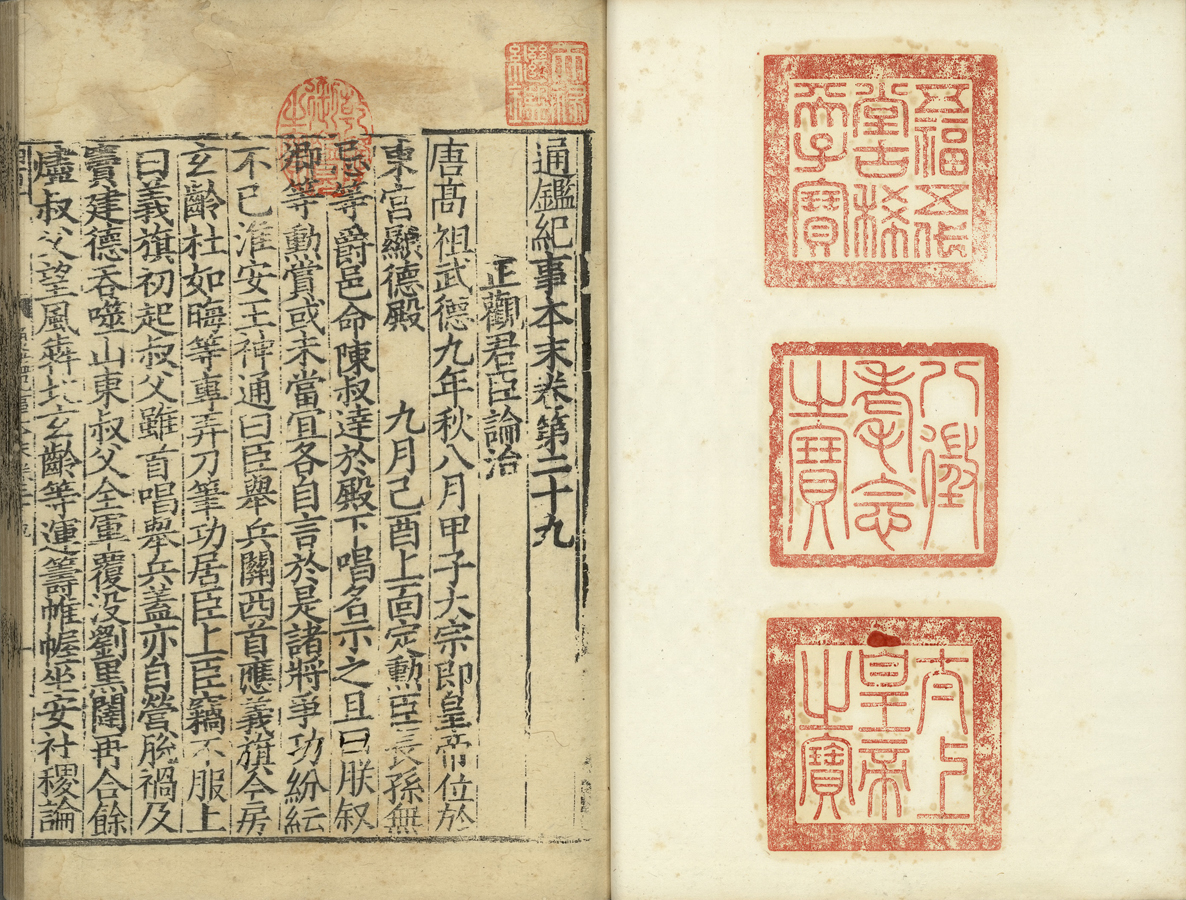
寶祐大字本《通鑒紀事本末》

趙與𥲅chóu，字德淵。南宋宗室，宋太祖十世孫。系出秀王赵子偁。处州人（今浙江丽水），居住于湖州城內叢桂坊。

## 生平
嘉定十三年（1220）進士，歷任嘉興、慶元（兼沿海制置副使）、臨安、紹興（兼浙東安撫使）、平江（前後三次，兼浙西提刑）、建康（兼沿江制置使）、揚州（兩淮安撫制置使）、鎮江知府（兼淮東總領），節制和州、無為軍、安慶府三郡屯田使，為重要地方官員。他从淳祐元年（1241）四月至淳祐十二年（1252）正月，连续知临安府长达十一年。在中央則歷任司農少卿、司農卿、權刑部侍郎兼詳定敕令官、權兵部侍郎、權戶部尚書、吏部尚書兼戶部尚書，加端明殿學士提領戶部財用。趙與的任官一直與財政相關，宋史稱之為“聚斂之臣”。歷任平江府管內勸農使、浙西兩淮發運使，措置浙西和籴。爵位封縉雲郡開國公，食邑三千三百戶，實封七百戶。他于寶祐五年（1257）自己出錢刊刻了《通鑒紀事本末》（寶祐大字本），為精良善本。

## 诗作
《全宋诗》收录赵与诗三首，分别为《橘》二首以及《桐》。这三首诗全部转引自《全芳备祖》。
晚来狂索酒，量大酒无功。
窗豁能容月，楼高易得风。
碎声闻蟋蟀，疏影舞梧桐。
夜半成清梦，江湖垂钓翁——《桐》，《全芳备祖》卷一八